# 實質利率

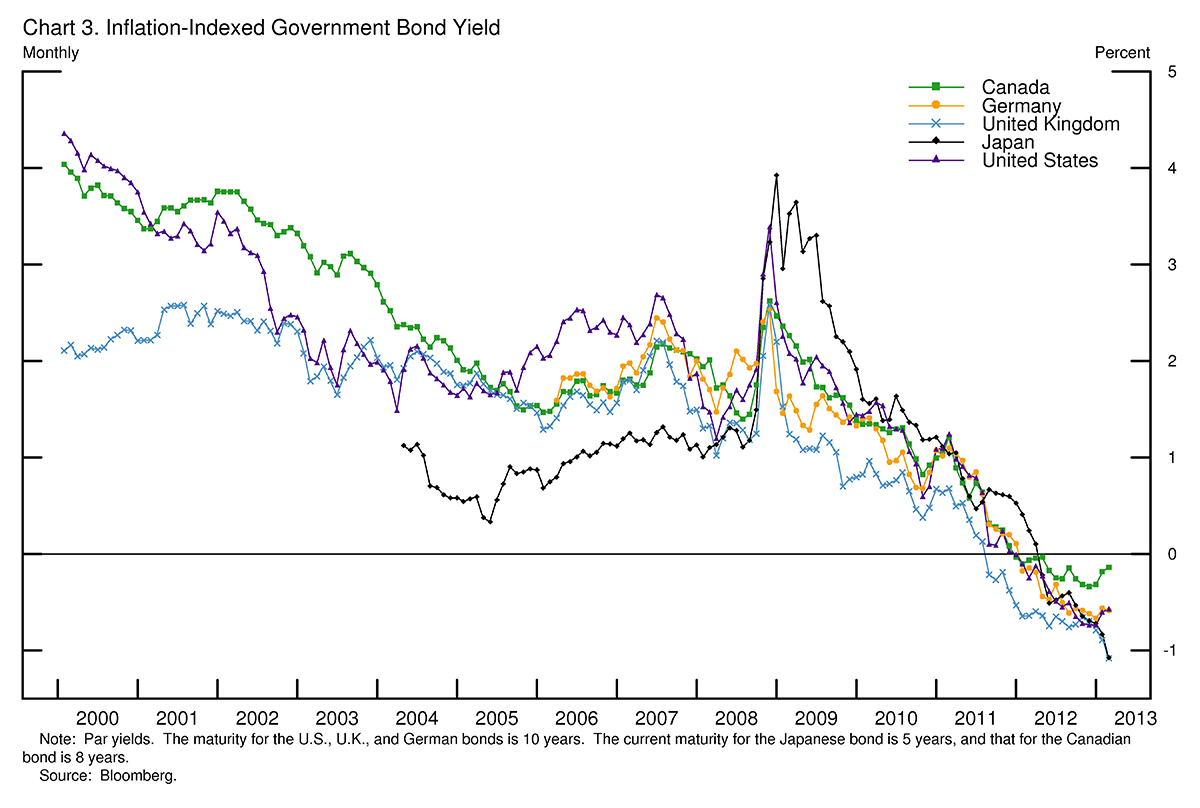
以指定國家和到期日計價的政府債券收益率。

實質利率（英語：real interest rate）是考慮通脹後投資者，存款人士或貸方獲得（或預期獲得）的利率。參考費雪方程式，指出實質利率大概是名義利率和通脹率之差。
假如投資者能夠在來年鎖定5%的利率，並預期通脹率為2%，他們獲得的實際利息為3%。預期實質利率並不固定，因為投資者對未來通脹會有不同的期望。由於貸款時並不得知債期內的所有通脹率，因此通脹中的波動對借貸雙方都有風險。
對於以名義利率表示的合同，實質利率只能在貨期完結時才可以根據已實現的通脹率得悉，這稱為事後(ex-post)實質利率。引入通脹指數債券後，事前(ex-ante)實質利率可被觀察。